# Okrug Pärnu
Okrug Pärnu (est. Pärnu maakond, njem. Kreis Pernau) ili kraće Pärnu jedan je od 15 estonskih okruga. Okrug se nalazi na sjeverozapadu zemlje odnosno na obalama Riškog zaljeva. Okrug Pärnumaa je prema površini najveći okrug u Estoniji.
U okrugu živi 88.466 ljudi što čini 6,6% ukupnog stanovništva Estonije (siječanj 2009.)
Glavni grad okruga je Pärnu u istoimenoj urbanoj općini. Postoji još 18 ruralnih i jedna urbana općina.
Na području ovoga okruga nalaze su najstariji ostatci naselja u Estoniji, iz mezolitika (8.500 pr. Kr.) u blizini sela Pulli (u blizini grada Sindija) uz rijeku Pärnu.

## Vanjske poveznice
- Službene stranice okruga[neaktivna poveznica] – (na estonskom)
- Okrug Pärnumaa   Arhivirana inačica izvorne stranice od 15. svibnja 2011. (Wayback Machine)